# Chimurenga
Chimurenga es un término en idioma shona. El término equivalente ndebele no se emplea frecuentemente debido a que la mayor parte de los zimbabuenses utilizan shona; se refiere a Umvukela, que se traduce como "lucha revolucionaria" o levantamiento. En términos de historia concretos, también hace referencia a las revueltas Ndebele y Shona contra la gestión de la Compañía Británica de Sudáfrica a finales de los años 90, la Primera Chimurenga, así como al conflicto entre las fuerzas nacionalistas africanas y el gobierno de Rodesia, mayoritariamente blanco, durante los años 60. y los años 70, la Guerra de Rodesia, también conocida como la Segunda Chimurenga/Imvukela.
También se emplea de manera ocasional para aludir al programa de reforma agraria llevado a cabo por el gobierno de Zimbabue desde el año 2000, al que algunos denominan la Tercera Chimurenga. Los partidarios de la reforma agraria la ven como la etapa final de lo que ven como la emancipación de Zimbabue a través de reformas económicas y agrícolas enfocadas en fortalecer a las comunidades indígenas, a pesar del desplome económico que rápidamente se produjo y que algunos han descrito como el factor desencadenante de la "Tercer Chimurenga".
En una situación contemporánea, el término puede simbolizar una batalla por los derechos humanos, la dignidad política y la equidad social. Esta palabra también se emplea en el ámbito de la música contemporánea de Zimbabue, conocida como música Chimurenga.

## Etimología
El término Chimurenga se deriva del antiguo ancestro de las comunidades Shona, Venda y Kalanga. El pueblo Nambya también pertenece a este colectivo. Su ancestro se conocía como Murenga Musorowenzou (Cabeza de Elefante), y los Venda lo conocían como Thoho yaNdou y Sholo reZhou. Los dos últimos denominaron sus ciudades con este individuo, mientras que los shona le rindieron homenaje renombrando sus guerras bélicas con su nombre.

## PrimerChimurenga(1896-1897)

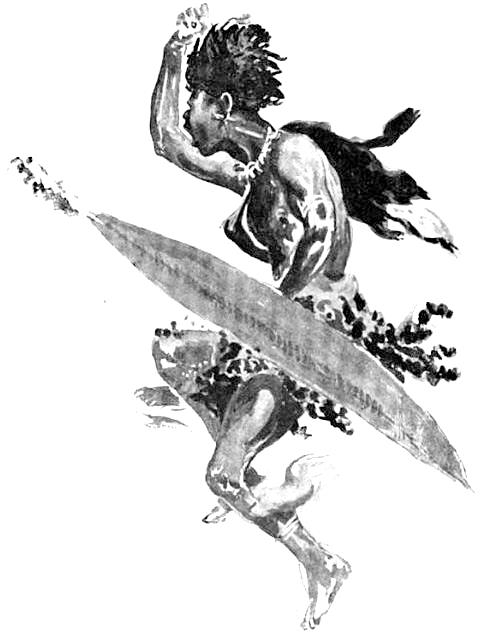
Un guerrero ndebele (1896), representado por Robert Baden-Powell

Ahora, en Zimbabue, se conmemora la Primera Chimurenga como la Primera Guerra de Independencia. En el mundo angloparlante también se la conoce como la Segunda Guerra Matabele. Este enfrentamiento hace referencia a la insurrección Ndebele - Shona de 1896-1897 en contra de la gestión territorial realizada por la Compañía Británica de Sudáfrica. . 
Se reconoce a Mlimo, el líder espiritual/religioso de Matabele, por haber impulsado gran parte de la furia que llevó a este conflicto. Convenció a los ndebele y a los shona de que los colonos blancos (alrededor de 4.000 en aquel entonces) eran culpables de la sequía, las plagas de langostas y la peste bovina, una enfermedad del ganado que en ese entonces devastaba el país. Fue muy oportuno el llamado a la batalla de Mlimo. Solo unos meses antes, Leander Starr Jameson, el administrador general de la Compañía Británica de Sudáfrica para Matabelelandia, había desplegado la mayoría de sus fuerzas y armas para combatir a la República de Transvaal en la desdichada incursión de Jameson. Esto dejó las defensas del país en desorden. Los ndebele comenzaron su revuelta en marzo de 1896.
Mashayamombe encabezó la revuelta del pueblo Zezuru Shona, situado al suroeste de la capital, Salisbury. Mashayamombe colaboró con Kaguvi, el líder espiritual local.
La Dinastía Hwata de Mazoe participó en la tercera etapa del Primer Chimurenga. El 20 de junio de 1896, consiguieron expulsar a los colonos blancos de Mashonalandia. Tres meses más tarde, la policía británica de Sudáfrica volvió a reunirse y tomó el control del pueblo Hwata tras la rendición de su Mambo (Rey) Hwata junto a su servidor espiritual, Nehanda Nyakasikana. Hwata y Nehanda Nyakasikana fueron sentenciados a pena capital y llevados a la cárcel.
Finalmente, el explorador estadounidense Frederick Russell Burnham asesinó a Mlimo en su templo en las colinas de Matobo. Cuando se enteró del fallecimiento de Mlimo, Cecil Rhodes ingresó sin armas a la fortaleza de los indígenas y convenció a los Impi a retirarse. De esta manera, la Primera Chimurenga finalizó en octubre de 1897. Bajo el mando de la Compañía, Matabelelandia y Mashonalandia se unieron y se denominaron Rodesia del Sur.

## SegundoChimurenga(1967-1979)
La Segunda Chimurenga, también denominada Guerra de Guerrillas de Rodesia o Guerra de Liberación de Zimbabue, hace referencia a la contienda de guerrillas entre 1966 y 1979 que resultó en la ruptura del régimen de la minoría blanca en Rodesia y en la independencia legal de Zimbabue. La expresión física del conflicto fue un enfrentamiento entre el gobierno de la minoría predominantemente blanca, liderado por Ian Smith, y los movimientos nacionalistas negros de ZANU y ZAPU, encabezados por Robert Mugabe y Joshua Nkomo, respectivamente..  

## En la música
Chimurenga también hace referencia a un género musical originario de Thomas Mapfumo, que fusionó patrones rítmicos de los indígenas africanos con instrumentos como la mbira (piano de pulgar), tambores y sonajeros de calabaza con estilos occidentales (guitarra eléctrica) en composiciones que lograron gran popularidad en el movimiento de protesta contra el gobierno de la minoría blanca. Actualmente, el concepto de música chimurenga hace referencia a la música tradicional shona de Zimbabue.